# Красавин, Николай Алексеевич
Никола́й Алексе́евич Краса́вин (26 августа 1923, Петроградский уезд, Петроградская губерния — 10 июня 1957, Мга, Ленинградская область) — разведчик 81-й отдельной разведывательной роты (77-я гвардейская стрелковая дивизия, 69-я армия, 1-й Белорусский фронт), гвардии рядовой.

## Биография
Николай Алексеевич Красавин родился в крестьянской семье в деревне Поречье Петроградского уезда. Окончил 7 классов школы.
В августе 1943 года Ровенским райвоенкоматом  Ровенской области был призван в ряды Красной армии.
Приказом по 77-й гвардейской дивизии от 15 ноября 1944 года был награждён медалью «За отвагу» за участие в ряде разведывательных операций.
14 января 1945 года в хода Висло-Одерской наступательной операции рядовой Красавин в бою ворвался в первую линию траншей противника. Продолжая преследование, ворвался во вторую линию, а затем и в третью, где уничтожил одного солдата противника и одного взял в плен. Приказом по 77-й гвардейской дивизии от 15 февраля 1945 года он был награждён орденом Славы 3-й степени.
20 марта 1945 года рядовой Красавин с гранатами ворвался в траншеи, захваченные противником и завязал с ними гранатный, а затем и рукопашный бой, уничтожив при этом одного и захватив другого солдата противника. Приказом по 69-й армии от 13 мая 1945 года он был награждён орденом Славы 2-й степени.
2 мая 1945 года в боях при штурме Берлина рядовой Красавин неоднократно участвовал в разведке по захвату контрольных пленных. Он смело врывался в траншеи противника, умело владел автоматом и трофейными «фаустпатронами». Захватил в плен 24 солдата противника и уничтожил 9. Приказом от 21 мая 1945 года он был награждён повторно орденом Славы 2-й степени. Указом Президиума Верховного Совета СССР от 20 декабря 1951 года он был перенаграждён орденом Славы 1 степени.
В конце 1947 года сержант Красавин демобилизовался. Жил в городе Мга Ленинградской области, работал в милиции, затем машинистом паровоза на заводе «Большевик».
Скончался Николай Алексеевич Красавин 10 июня 1957 года.

## Комментарии
1. ↑  Деревня Поречье с 1.2.1923 входила в Путиловскую волость Петроградского уезда, с 1.7.1930 по 31.8.1941 — в состав Мгинского района, с 1.9.1941 по 31.12.1943 была оккупирована, после войны не восстановлена[1]. Её территория ныне относится к Путиловскому сельскому поселению, Кировский район, Ленинградская область.